# Jean-Benoît-Vincent Barré
Pour les articles homonymes, voir Barré.
 (novembre 2023).
Si vous disposez d'ouvrages ou d'articles de référence ou si vous connaissez des sites web de qualité traitant du thème abordé ici, merci de compléter l'article en donnant les références utiles à sa vérifiabilité et en les liant à la section « Notes et références ».
Jean Benoît Vincent Barré est un architecte français né à Neuilly-sur-Seine (Hauts-de-Seine) le 22 janvier 1735 et mort à Seine-Port (Seine-et-Marne) le 27 janvier 1824. C'est l'un des architectes importants du XVIIIe siècle et l'un des créateurs du style Louis XVI, en architecture.

## Biographie
Jean Benoît Vincent Barré apprend l'architecture dans le cabinet d'Antoine Matthieu Le Carpentier qui lui transmet une partie de sa clientèle. 
Il travaille pour des commanditaires très fortunés, donnant des édifices fastueux et élégants, parfaitement au goût du jour. Sa carrière reste cependant assez mal connue.
Il travaille pour des financiers comme Laurent Grimod de La Reynière, dont il construit le célèbre hôtel parisien, Jean-Joseph de Laborde ou encore le beau-père de ce dernier, Mathias de Nettine, banquier de la cour d'Autriche. Par l'intermédiaire de ce dernier, il donne les plans de la place royale et de l'église Saint-Jacques-sur-Coudenberg à Bruxelles et édifie l'hôtel du ministre de France dans cette ville.
Nommé en 1770 inspecteur des bâtiments des poudres et salpêtres du roi, il construit son œuvre la plus connue, le château du Marais (1772-1779) pour Jean Le Maître de La Martinière, trésorier général de l'artillerie et du génie. Pour le maréchal de Contades, il reconstruit le château de Montgeoffroy, en Anjou. 
Peu considéré par ses confrères, il n'obtiet qu'une seule voix lorsqu'il se présente à l'Académie royale d'architecture.
À partir de 1772, Barré se livre à des spéculations immobilières dans le quartier de la Nouvelle France à Paris, en association avec Jean-François-Claude Perrin de Cypierre, intendant de la généralité d'Orléans. Il spécule ensuite avec Antoine Roy, qui devait bâtir une énorme fortune et devenir ministre des Finances sous la Restauration, après avoir épousé en 1793 la fille de Barré, Adélaïde-Sophie.
En 1787, Françoise Butler (1741-1798), marquise de la Vieuville (en 1758) et héritière par son oncle Duvelaer du domaine du Lude, lui commande la façade nord-est, dans le style Louis XVI.
En 1797, Barré se retire dans sa propriété de La Chesnaye à Seine-Port où il meurt âgé de 91 ans, le 27 janvier 1824.

## Œuvres
Plusieurs dessins et aquarelles de Barré (élévations, coupes et plans) figurent à une vente aux enchères publiques à Paris par l'étude Libert et Castor à Drouot, le 6 février 2002 (numéros 19 à 23 du catalogue) : 
- château de Rentilly, qui fut reconstruit à l'italienne vers 1780 ;
- un pavillon d'inspiration palladienne au milieu d'un parc, dont le plan (salle centrale en rotonde communiquant avec 4 salons circulaires aux angles) et les 4 façades à péristyles rappelle la villa "La Rotonda" ;
- à Paris, deux maisons rues d'Artois / Pinon et Le Pelletier et un important hôtel avec son jardin à la française.

## Principales réalisations
- Château d'Hénonville (Oise), entre Pontoise et Beauvais, modernisé pour Jean-Marie Roslin d'Ivry, 1765-1771.
- Château de Montgeoffroy (Maine-et-Loire), 1772-1775, reconstruit pour le maréchal de Contades.
- Château du Marais (Essonne), chef-d'œuvre du style Louis XVI, 1772-1779.
- Hôtel Grimod de La Reynière, angle de l'avenue Gabriel et de la rue Boissy-d'Anglas, Paris, pour Laurent Grimod de La Reynière, 1775 (détruit)[N 4].
- Château du Lude (Sarthe), 1785, pour la marquise de La Vieuville. Barré réalise une importante campagne de travaux en supprimant l'avant cour, substituant au corps de logis ouest le portique actuel et édifiant l'aile de style Louis XVI. À l'est, il masque les tours par des pavillons latéraux dont les toitures sont plus élevées que celle du pavillon central, couronné d'un fronton aplati. L'allure quelque peu archaïsante de cette façade permet d'éviter une rupture trop marquée avec les parties du XVIIe siècle.
- Château et parc de Méréville (Essonne), à partir de 1784. Pour le financier Jean-Joseph de Laborde, Barré réalise des décors intérieurs et, surtout, plusieurs des fabriques du parc (certaines en collaboration avec le peintre Hubert Robert) : cénotaphe de Cook, colonne rostrale, temple de la Piété filiale, tour gothique, pont ruiné.
- Hôtel Micault d'Harvelay, quartier de la Chaussée-d'Antin, Paris, pour Joseph Micault d'Harvelay, beau-frère de Jean-Joseph de Laborde (détruit).
- Hôtel d'Aubeterre, 2 rue d'Artois, quartier de la Chaussée-d'Antin, Paris (détruit).
- Hôtel de Cypierre, 26 rue du Faubourg-Poissonnière, Paris, pour Jean-François-Claude Perrin de Cypierre (détruit).
- Hôtel Barré, 24 rue du Faubourg-Poissonnière, Paris, pour lui-même.
- Hôtel de Lalive, rue d'Artois.
- Maison de monsieur Girault, rue de la Chaussée-d'Antin.
- Hôtel de Laborde, boulevard des Italiens.
- Transformation du château de Chevilly (Loiret), pour Jean-François Perrin de Cypierre.
- Hôtel de Laborde, rue Laffitte.